# Paul Winfield
Paul Edward Winfield (født 22. maj 1939, død 7. marts 2004) var en amerikansk tv-, film- og teaterskuespiller. Han var kendt for sin skildring af en Louisiana forpagter, der kæmper for at understøtte sin familie under den store depression i minepælfilmen Drømmen om et nyt liv, der tjente ham en nominering for en Oscar for bedste mandlige hovedrolle. Han skildrede Martin Luther King, Jr. i 1978-miniserien King, som han blev nomineret til en Emmy Award for. Winfield var også kendt for sine roller i Terminator, Star Trek II: The Wrath of Khan og Star Trek: The Next Generation. Han modtog fem Emmy nomineringer samlet og vandt for sin 1994 gæsterolle i Picket Fence.